# Ateez
Ateez (cách điệu là ATEEZ; tiếng Hàn: 에이티즈), là một nhóm nhạc nam Hàn Quốc được thành lập bởi KQ Entertainment. Nhóm bao gồm tám thành viên: Hongjoong, Seonghwa, Yunho, Yeosang, San, Mingi, Wooyoung và Jongho. Họ ra mắt vào ngày 24 tháng 10 năm 2018 với mini album Treasure EP.1: All to Zero.

## Lịch sử

### 2016–2018: Quá trình hình thành, trước khi ra mắt vàTreasure EP.1
Kế hoạch cho một nhóm nhạc nam mới từ KQ Entertainment được bắt đầu sau khi một nhân viên công ty phát hiện ra một bức thư và bản mixtape mẫu từ trưởng nhóm sau này của Ateez, Kim Hongjoong, bày tỏ sự quan tâm đến việc trở thành thực tập sinh tại KQ Entertainment vì sự ngưỡng mộ của anh với Block B, một nhóm nhạc do KQ quản lý. Hongjoong sau đó đã trở thành thực tập sinh chính thức đầu tiên của công ty, và vẫn là thực tập sinh duy nhất cho đến khi Yunho gia nhập vào sáu tháng sau. Trong vòng một năm sau đó, các thành viên Seonghwa, Yeosang, San, Mingi, Wooyoung và Jongho lần lượt gia nhập công ty.
Vào ngày 2 tháng 10 năm 2018, thông qua SNS chính thức của nhóm, Ateez đã phát hành một teaser thông báo ngày ra mắt của họ. Ngoài ra, teaser còn cung cấp ngày và địa điểm sẽ tổ chức sự kiện debut: là ngày 24 tháng 10 tại Yes24 Livehall. Sau thông báo này, họ đã liên tục tải lên các bức ảnh teaser từ ngày 8 tháng 10 đến 23 tháng 10. Vào ngày 24 tháng 10 năm 2018, Ateez đã phát hành album đầu tiên của họ là Treasure EP. 1: All To Zero. Bên cạnh việc phát hành album, hai ca khúc chủ đề chính là "Pirate King" và "Treasure" đều phát hành cùng ngày. Album trên được xếp thứ 7 trên Gaon Album Chart. Nhóm đã tổ chức buổi showcase với gần 400 fan đầu tiên diễn ra trong cùng một ngày. Màn trình diễn trên chương trình truyền hình âm nhạc đầu tiên của nhóm là vào ngày 25 tháng 10 trên M Countdown của đài Mnet.

### 2019: Đột phá thị trường quốc tế và album phòng thu đầu tiên
Vào ngày 2 tháng 1, Ateez đã phát hành một hình ảnh thông qua SNS chính thức của họ với mã Morse làm chú thích. Sau đó, họ đã xác nhận sự trở lại với Treasure EP. 2: Zero To One, vào ngày 3 tháng 1 với một teaser tiếp theo. Vào ngày 15 tháng 1, họ đã phát hành Treasure EP. 2: Zero To One cùng với video âm nhạc cho đĩa đơn "Say My Name". Video performance của nhóm là "Hala Hala (Hearts Awakened, Live Alive)" đã được phát hành vào ngày 7 tháng 2. Vào ngày 24 tháng 1, nhóm công bố chuyến lưu diễn đầu tiên mang tên The Expedition Tour, diễn ra trong tháng 3 cùng năm và lần lượt tại các thành phố Brooklyn, Chicago, Dallas, Atlanta và Los Angeles.
Vào ngày 20 tháng 2, họ công bố sẽ kéo dài chuyến lưu diễn tới sau trung tuần tháng 4 tại các thành phố Luân Đôn, Lisboa, Paris, Berlin, Amsterdam, Milano, Budapest, Stockholm, Warszawa và Moskva. Được biết, tất cả vé tại mười lăm thành phố nơi tổ chức chuyến lưu diễn đều được bán hết.
Vào ngày 9 tháng 5, video âm nhạc cho ca khúc "Promise" đã được phát hành. Vào ngày 17 tháng 5, Ateez biểu diễn tại KCON 2019 Nhật Bản tại Chiba, Nhật Bản.
Vào ngày 5 tháng 6, Ateez đã công bố chuyến lưu diễn đầu tiên tại Úc, mang tên The Expedition Tour In Australia (Chuyến thám hiểm ở Úc), với các show được lên lịch tại Melbourne vào ngày 9 tháng 8 tại Margaret Court Arena và Sydney vào ngày 11 tháng 8 tại The Big Top Sydney. Nhóm đã phát hành album thứ ba của họ là Treasure EP. 3: One To All vào ngày 10 tháng 6. Bài hát "Wave", đã được chọn thông qua bình chọn của người hâm mộ. Cùng ngày, video âm nhạc "Wave" và "Illusion" đã được phát hành.  
Vào ngày 20 tháng 6, Ateez đã giành được giải thưởng trên chương trình âm nhạc M Countdown. Vào ngày 25 tháng 6, lần thứ hai họ đã giành được giải thưởng trên chương trình âm nhạc The Show.
Vào ngày 6 tháng 7, Ateez đã biểu diễn tại KCON 2019 NY ở thành phố New York, Hoa Kỳ. Vào ngày 8 tháng 7, video âm nhạc "Aurora" đã được phát hành. Aurora được viết, sáng tác và sản xuất bởi trưởng nhóm Hongjoong. Vào ngày 16 tháng 8, Ateez đã tham gia và biểu diễn tại KCON Rookies, một phần của KCON LA.
Vào ngày 17 tháng 8, Ateez đã biểu diễn tại buổi hòa nhạc KCON 2019 ở Los Angeles. Vào ngày 19 tháng 8, Ateez cũng đã biểu diễn tại KCON LA After Party. Vào ngày 20 tháng 8, Ateez đã nhận được giải thưởng âm nhạc đầu tiên của họ Giải thưởng Best Performance Award tại Soribada Awards 2019.
Vào ngày 18 tháng 9, Ateez tuyên bố comeback với full album đầu tiên mang tên Treasure EP. Fin: All To Action. Một loạt các hình ảnh và video teaser đã được phát hành cho album. Họ đã biểu diễn tại KCON Thái Lan vào ngày 29 tháng 9.
Vào ngày 4 tháng 10, Ateez đã biểu diễn tại Spotify On Stage 2019 ở Jakarta, Indonesia.  Vào ngày 6 tháng 10, họ biểu diễn tại Seoul Music Festival (SMUF).  Vào ngày 8 tháng 10, Ateez đã phát hành full album đầu tiên của họ, Treasure EP. Fin: All To Action. video âm nhạc cho ca khúc chủ đề "Wonderland" cũng được phát hành cùng ngày. Họ đã biểu diễn tại Busan One Asia Festival vào ngày 20 tháng 10.
Vào ngày 2 tháng 11, Ateez đã biểu diễn tại Jindai Festa ở Yokohama, Nhật Bản. Vào ngày 10 tháng 11, video âm nhạc bài hát đầu tay của Nhật Bản "Utopia" đã được phát hành.
Vào ngày 4 tháng 12, Ateez đã biểu diễn tại Mnet Asian Music Awards 2019 tại Nagoya, Nhật Bản, nơi họ nhận được Worldwide Fan Choice Top 10 Awards. Cùng ngày, Ateez đã phát hành album đầu tay tiếng Nhật Treasure EP. Extra: Shift The Map.

### 2020: Kết thúc chuỗiTreasurevà phát triển thành công trong nước
Vào ngày 6 tháng 1, Ateez đã phát hành album thứ tư của họ, Treasure Epilogue: Action To Answer, phần cuối cùng của chuỗi Treasure. video âm nhạc có ca khúc chủ đề "Answer" của họ được phát hành cùng ngày. Phiên bản tiếng Nhật cho video âm nhạc của "Answer" đã được phát hành vào ngày 29 tháng 1.
Vào ngày 12 tháng 2, Ateez sẽ phát hành album Nhật thứ hai mang tên Treasure EP. Map To Answer.
Vào ngày 29 tháng 7, Ateez phát hành mini album thứ năm ZERO: FEVER Part 1 với bài hát chủ đề mang tên INCEPTION.
Vào ngày 23 tháng 8, Ateez đã phát hành video âm nhạc cho bài hát chủ đề thứ hai trong mini album ZERO: FEVER Part 1 mang tên "THANXX".

### 2021–nay: Hoạt động trong nước,Zero: Fever Part.2,Kingdom: Legendary War,Zero: Fever Part.3vàZero: Fever Epilogue
Ateez đã tham gia Kingdom: Legendary War, một chương trình cạnh tranh cùng với 5 nhóm nhạc nam K-pop khác, bắt đầu vào tháng 4. Đối với vòng cuối cùng, họ đã phát hành bài hát "멋 (The Real)" vào ngày 28 tháng 5, Mingi đã tham gia thu âm nhưng không biểu diễn. Cuối cùng nhóm đã được xếp ở vị trí số 3 chung cuộc.
Vào ngày 10 tháng 12, Ateez đã phát hành mini album thứ tám của họ, Zero: Fever Epilogue, với bài hát chủ đề "Turbulence" và "The Real (Heung version)".

## Thành viên
- Chú thích: in đậm là nhóm trưởng

| Nghệ danh | Nghệ danh | Nghệ danh  | Tên khai sinh  | Tên khai sinh | Tên khai sinh    | Ngày sinh         | Nơi sinh                          | Quốc tịch |
| Latinh    | Hangul    | Kana       | Latinh         | Hangul        | Hán-Việt         | Ngày sinh         | Nơi sinh                          | Quốc tịch |
| Seonghwa  | 성화      | ソンファ   | Park Seong-hwa | 박성화        | Phác Tinh Hoá    | 3 tháng 4, 1998   | Sacheon, Gyeongsang Nam, Hàn Quốc | Hàn Quốc  |
| Hongjoong | 홍중      | ホンジュン | Kim Hong-joong | 김홍중        | Kim Hoằng Trung  | 7 tháng 11, 1998  | Anyang, Gyeonggi, Hàn Quốc        | Hàn Quốc  |
| Yunho     | 윤호      | ユンホ     | Jung Yun-ho    | 정윤호        | Đinh Nhuận Hạo   | 23 tháng 3, 1999  | Gwangju, Hàn Quốc                 | Hàn Quốc  |
| Yeosang   | 여상      | ヨサン     | Kang Yeo-sang  | 강여상        | Khương Lã Thượng | 15 tháng 6, 1999  | Pohang, Hàn Quốc                  | Hàn Quốc  |
| San       | 산        | サン       | Choi San       | 최산          | Thôi Tán         | 10 tháng 7, 1999  | Gyeongsan, Hàn Quốc               | Hàn Quốc  |
| Mingi     | 민기      | ミンギ     | Song Min-gi    | 송민기        | Tống Mân Kì      | 9 tháng 8, 1999   | Incheon, Hàn Quốc                 | Hàn Quốc  |
| Wooyoung  | 우영      | ウヨン     | Jung Woo-young | 정우영        | Trịnh Hữu Vinh   | 26 tháng 11, 1999 | Ilsanseo-gu, Gyeonggi, Hàn Quốc   | Hàn Quốc  |
| Jongho    | 종호      | ジョンホ   | Choi Jong-ho   | 최종호        | Thôi Chung Hạo   | 12 tháng 10, 2000 | Seoul, Hàn Quốc                   | Hàn Quốc  |

## Danh sách đĩa nhạc
| Album tiếng Hàn - Treasure EP.Fin: All to Action (2019) | Album tiếng Nhật - Treasure EP.Extra: Shift the Map (2019) - Into the A to Z (2021) |

## Danh sách phim

### Chương trình truyền hình
| Năm  | Tên                               | Kênh | Tập    | Ghi chú                                           | Nguồn  |
| ---- | --------------------------------- | ---- | ------ | ------------------------------------------------- | ------ |
| 2018 | Code Name Is Ateez (작전명 ATEEZ) | Mnet | 8 tập  | Chương trình thực tế trước khi ra mắt             | [ 16 ] |
| 2019 | Ateez Treasure Film               | Mnet | 3 tập  | Chương trình thực tế được ghi hình ở Úc và Hoa Kỳ | [ 17 ] |
| 2020 | Kang-on Box                       | MBS  | 12 tập |                                                   |        |
| 2021 | Salary Lupin ATEEZ                | Mnet | 7 tập  |                                                   | [ 18 ] |
| 2021 | Kingdom: Legendary War            | Mnet | 10 tập |                                                   | [ 19 ] |

### Chương trình trực tuyến
| Năm  | Tên                               | Kênh     | Tập    | Ghi chú                            | Nguồn  |
| ---- | --------------------------------- | -------- | ------ | ---------------------------------- | ------ |
| 2018 | KQ Fellaz 미국 연수기             | YouTube  | 19 tập | Đào tạo trước khi ra mắt ở LA      | [ 20 ] |
| 2019 | Ateez Wanted                      | YouTube  | 8 tập  |                                    | [ 21 ] |
| 2019 | Ateez Long Journey                | Mnet     | 4 tập  |                                    | [ 22 ] |
| 2019 | Ateez Anewz                       | YouTube  | 13 tập |                                    |        |
| 2020 | Ateez 82 Challenge                | Hello82  | 8 tập  |                                    | [ 23 ] |
| 2020 | Ateez Fever Road                  | KakaoTV  | 8 tập  |                                    | [ 24 ] |
| 2020 | Kids Teaching Idol                | YouTube  | 4 tập  |                                    | [ 25 ] |
| 2021 | GGULlog.zam Ateez: Holiday        | Universe | 7 tập  |                                    |        |
| 2021 | Pirate Reboot: The Five Treasures | Universe | 10 tập |                                    | [ 26 ] |
| 2021 | The Man Of Ateez                  | YouTube  | 5 tập  | Hợp tác đặc biệt với Kim Jong-kook | [ 27 ] |
| 2021 | SSAP-DANCE                        | Universe | 6 tập  |                                    |        |
| 2021 | Parasite Challenge Double Up      | Universe | 8 tập  |                                    | [ 28 ] |
| 2021 | Do Not Disturb                    | Universe |        |                                    |        |

## Chuyến lưu diễn và buổi hòa nhạc

### The Expedition Tour (2019)
| Ngày             | Thành phố   | Quốc gia       | Địa điểm              | Nguồn         |
| ---------------- | ----------- | -------------- | --------------------- | ------------- |
| 15 tháng 3, 2019 | Los Angeles | Hoa Kỳ         | Globe Theater         | [ 29 ]        |
| 17 tháng 3, 2019 | Dallas      | Hoa Kỳ         | Granada Theater       | [ 29 ]        |
| 20 tháng 3, 2019 | Chicago     | Hoa Kỳ         | Park West             | [ 29 ]        |
| 22 tháng 3, 2019 | Atlanta     | Hoa Kỳ         | Center Stage Theater  | [ 29 ]        |
| 24 tháng 3, 2019 | New York    | Hoa Kỳ         | Warsaw                | [ 29 ]        |
| 3 tháng 4, 2019  | London      | Vương quốc Anh | O2 Forum Kentish Town | [ 30 ]        |
| 5 tháng 4, 2019  | Lisbon      | Bồ Đào Nha     | Lisboa ao Vivo        | [ 30 ]        |
| 7 tháng 4, 2019  | Paris       | Pháp           | Le Bataclan           | [ 30 ]        |
| 9 tháng 4, 2019  | Berlin      | Đức            | Astra Kulturhaus      | [ 30 ]        |
| 12 tháng 4, 2019 | Amsterdam   | Hà Lan         | Q Factory             | [ 30 ]        |
| 14 tháng 4, 2019 | Milano      | Ý              | Magazzini Generali    | [ 30 ]        |
| 16 tháng 4, 2019 | Budapest    | Hungary        | Durer Kert            | [ 30 ]        |
| 18 tháng 4, 2019 | Stockholm   | Thụy Điển      | Fryshuset Klubben     | [ 30 ]        |
| 19 tháng 4, 2019 | Warsaw      | Ba Lan         | Palladium             | [ 30 ]        |
| 21 tháng 4, 2019 | Moskva      | Nga            | Izvestia Hall         | [ 30 ]        |
| 9 tháng 8, 2019  | Melbourne   | Úc             | Margaret Court Arena  | [ 31 ]        |
| 11 tháng 8, 2019 | Sydney      | Úc             | Big Top Sydney        | [ 32 ] [ 33 ] |

### The Fellowship: Map The Treasure Tour (2020)
| Ngày                       | Thành phố | Quốc gia | Địa điểm           | Nguồn |
| -------------------------- | --------- | -------- | ------------------ | ----- |
| February 8–9 tháng 2, 2020 | Seoul     | Hàn Quốc | Seoul Olympic Hall |       |

### Buổi hòa nhạc, họp mặt người hâm mộ và các sự kiện trực tiếp khác
| Tên                                                 | Ngày                | Thành phố | Quốc gia | Địa điểm             | Nguồn  |
| --------------------------------------------------- | ------------------- | --------- | -------- | -------------------- | ------ |
| Ateez 1st Anniversary Fan Meeting 'Moon River'      | 24 tháng 10, 2019   | Seoul     | Hàn Quốc | The River Grand Hall | [ 34 ] |
| Ateez Online Atiny Party 'Crescent'                 | 30 tháng 5, 2020    | Toàn cầu  | Toàn cầu | V Live               | [ 35 ] |
| Ateez Comeback Concert Air Con 'Zero: Fever Part.1' | 28 tháng 7, 2020    | Toàn cầu  | Toàn cầu | MyMusicTaste         | [ 36 ] |
| Ateez 2nd Anniversary Online Concert: Port of Call  | 24 tháng 10, 2020   | Toàn cầu  | Toàn cầu | MyMusicTaste         | [ 37 ] |
| Double Happiness Winter Festival                    | 2 tháng 12, 2020    | Toàn cầu  | Toàn cầu | 88rising             | [ 38 ] |
| Ateez Special Live 'Into the A to Z'                | 25 tháng 4, 2021    |           |          | Fuji TV TWO          | [ 39 ] |
| Ateez Online Live Travel Talk Show                  | 30 tháng 7, 2021    | Toàn cầu  | Toàn cầu | YouTube              | [ 40 ] |
| 82 Minutes With Ateez                               | 22 tháng 8, 2021    | Toàn cầu  | Toàn cầu | Hello82              |        |
| The Boyz X Ateez Online Live: 2WILIGHT ZONE         | 17 tháng 9, 2021    | Toàn cầu  | Toàn cầu | MyMusicTaste         | [ 41 ] |
| Ateez Summer Vacation Camp                          | 28–29 tháng 8, 2021 | Toàn cầu  | Toàn cầu | Mnet                 |        |
| Mekong-Korea Friendship Concert                     | 22 tháng 10, 2021   | Toàn cầu  | Toàn cầu | YouTube              |        |
| XR Show Concert                                     | 14 tháng 11, 2021   | Toàn cầu  | Toàn cầu | MyMusicTaste         |        |

### Buổi giới thiệu
| Tên                                           | Ngày              | Thành phố | Quốc gia | Địa điểm        | Nguồn  |
| --------------------------------------------- | ----------------- | --------- | -------- | --------------- | ------ |
| Ateez Debut Showcase                          | 24 tháng 10, 2018 | Seoul     | Hàn Quốc | Yes24 Live Hall | [ 42 ] |
| Ateez Treasure EP.2: Zero to One Showcase     | 16 tháng 1, 2019  | Seoul     | Hàn Quốc | Yes24 Live Hall | [ 43 ] |
| 'Ateez: Treasure Map' Premiere Showcase       | 10 tháng 6, 2019  | Seoul     | Hàn Quốc | CJ E&M Center   | [ 44 ] |
| Ateez Treasure EP.Fin: All To Action Showcase | 8 tháng 10, 2019  | Seoul     | Hàn Quốc | Ilchi Art Hall  | [ 45 ] |
| Ateez Zero: Fever Part.2 Online Showcase      | 2 tháng 3, 2021   | Toàn cầu  | Toàn cầu | V Live          | [ 46 ] |
| Ateez Zero: Fever Part.3 Comeback Showcase    | 13 tháng 9, 2021  | Toàn cầu  | Toàn cầu | Universe        |        |

## Giải thưởng và đề cử
| Năm  | Giải thưởng                  | Hạng mục                            | Đề cử                               | Kết quả   | Địa điểm |
| ---- | ---------------------------- | ----------------------------------- | ----------------------------------- | --------- | -------- |
| 2019 | Golden Disc Awards           | Disc Bonsang                        | Treasure EP.Fin: All to Action      | Đề cử     | [ 47 ]   |
| 2019 | Golden Disc Awards           | Most Popular Artist                 | Ateez                               | Đề cử     | [ 48 ]   |
| 2019 | Golden Disc Awards           | Next Generation Award               | Ateez                               | Đoạt giải | [ 49 ]   |
| 2019 | Golden Disc Awards           | Rookie of the Year                  | Ateez                               | Đề cử     | [ 47 ]   |
| 2019 | Seoul Music Awards           | K-Wave Award                        | Ateez                               | Đề cử     | [ 50 ]   |
| 2019 | Seoul Music Awards           | Popularity Award                    | Ateez                               | Đề cử     | [ 50 ]   |
| 2019 | Seoul Music Awards           | Rookie of the Year                  | Ateez                               | Đề cử     | [ 51 ]   |
| 2019 | Genie Music Awards           | The Male New Artist                 | Ateez                               | Đề cử     | [ 52 ]   |
| 2019 | Mnet Asian Music Awards      | Artist of the Year                  | Ateez                               | Đề cử     | [ 53 ]   |
| 2019 | Mnet Asian Music Awards      | Best New Male Artist                | Ateez                               | Đề cử     | [ 54 ]   |
| 2019 | Mnet Asian Music Awards      | Worldwide Fans' Choice Top 10       | Ateez                               | Đoạt giải |          |
| 2019 | MTV Europe Music Awards      | Best Korean Act                     | Ateez                               | Đoạt giải | [ 55 ]   |
| 2019 | Soribada Best K-Music Awards | Performance Award                   | Ateez                               | Đoạt giải | [ 56 ]   |
| 2020 | Asia Model Awards            | Popular Star Award – Male Group     | Ateez                               | Đoạt giải | [ 57 ]   |
| 2020 | APAN Music Awards            | Best Male Group (Global)            | Ateez                               | Đề cử     | [ 58 ]   |
| 2020 | APAN Music Awards            | APAN Top 10 (Bonsang)               | Ateez                               | Đề cử     | [ 58 ]   |
| 2020 | The Fact Music Awards        | Global Hottest Artist               | Ateez                               | Đoạt giải | [ 59 ]   |
| 2020 | Seoul Music Awards           | Main Award (Bonsang)                | Ateez                               | Đoạt giải | [ 60 ]   |
| 2020 | Seoul Music Awards           | K-Wave Popularity Award             | Ateez                               | Đề cử     | [ 61 ]   |
| 2020 | Seoul Music Awards           | Popularity Award                    | Ateez                               | Đề cử     | [ 61 ]   |
| 2020 | Mnet Asian Music Awards      | Worldwide Fans' Choice Top 10       | Ateez                               | Đoạt giải |          |
| 2020 | Mnet Asian Music Awards      | Discovery of the Year               | Ateez                               | Đoạt giải |          |
| 2020 | Mnet Asian Music Awards      | Best Dance Performance – Male Group | "Inception"                         | Đề cử     | [ 62 ]   |
| 2020 | Mnet Asian Music Awards      | Song of The Year                    | "Inception"                         | Đề cử     | [ 62 ]   |
| 2021 | The Fact Music Awards        | Artist of the Year (Bonsang)        | Ateez                               | Đoạt giải | [ 63 ]   |
| 2021 | Gaon Chart Music Awards      | Album of the Year – 1st Quarter     | Treasure Epilogue: Action to Answer | Đề cử     | [ 64 ]   |
| 2021 | Gaon Chart Music Awards      | MuBeat Global Choice Award – Male   | Ateez                               | Đề cử     | [ 65 ]   |
| 2021 | Gaon Chart Music Awards      | World Rookie of the Year            | Ateez                               | Đoạt giải | [ 66 ]   |
| 2021 | Golden Disc Awards           | Disc Bonsang                        | Zero: Fever Part.1                  | Đề cử     | [ 67 ]   |
| 2021 | Golden Disc Awards           | Curaprox Popularity Award           | Ateez                               | Đề cử     | [ 68 ]   |
| 2021 | Golden Disc Awards           | QQ Music Popularity Award           | Ateez                               | Đề cử     | [ 69 ]   |
| 2021 | Mnet Asian Music Awards      | Worldwide Fans' Choice Top 10       | Ateez                               | Đề cử     |          |

## Chương trình âm nhạc

### The Show
| Năm  | Ngày       | Bài hát                   | Điểm |
| ---- | ---------- | ------------------------- | ---- |
| 2019 | 25 tháng 6 | "WAVE"                    | 6207 |
| 2020 | 4 tháng 8  | "INCEPTION"               | 5870 |
| 2021 | 9 tháng 3  | "Fireworks (I'm The One)" | 6470 |
| 2022 | 2 tháng 8  | "Guerrilla"               | 7200 |
| 2022 | 9 tháng 8  | "Guerrilla"               | 8640 |
| 2023 | 20 tháng 6 | "BOUNCY"                  | 7220 |
| 2023 | 27 tháng 6 | "BOUNCY"                  | 9590 |
| 2024 | 4 tháng 6  | "WORK"                    | 9380 |

### Show Champion
| Năm  | Ngày       | Bài hát      |
| ---- | ---------- | ------------ |
| 2020 | 5 tháng 8  | "INCEPTION"  |
| 2021 | 22 tháng 9 | "Deja Vu"    |
| 2022 | 3 tháng 8  | "Guerrilla"  |
| 2022 | 10 tháng 8 | "Guerrilla"  |
| 2023 | 21 tháng 6 | "BOUNCY"     |
| 2023 | 6 tháng 12 | "Crazy From" |

### M Countdown
| Năm  | Ngày       | Bài hát | Điểm |
| ---- | ---------- | ------- | ---- |
| 2019 | 21 tháng 6 | "WAVE"  | 5482 |

### Music Bank
| Năm  | Ngày        | Bài hát           | Điểm  |
| ---- | ----------- | ----------------- | ----- |
| 2022 | 5 tháng 8   | "Guerrilla"       | 8478  |
| 2022 | 12 tháng 8  | "Guerrilla"       | 6169  |
| 2023 | 9 tháng 1   | "HALAZIA"         | 8793  |
| 2023 | 24 tháng 6  | "BOUNCY"          | 11624 |
| 2023 | 30 tháng 6  | "BOUNCY"          | 7410  |
| 2023 | 8 tháng 12  | "Crazy From"      | 10386 |
| 2023 | 15 tháng 12 | "Crazy From"      | 6348  |
| 2023 | 22 tháng 12 | "Crazy From"      | 5411  |
| 2024 | 7 tháng 6   | "WORK"            | 10828 |
| 2024 | 29 tháng 11 | "Ice On My Teeth" | 9219  |